# Jasejemuy
Jasejemuy fue el último faraón de la dinastía II y del Periodo arcaico de Egipto, o Periodo tinita. Gobernó ca. 2727 - 2700 a. C.
Figura como Dyadyay en la Lista Real de Abidos; se le cita como Beby en la Lista Real de Saqqara. Manetón comentó, según Sexto Julio Africano, en versión del monje Jorge Sincelo, que el noveno rey, Jeneres, gobernó treinta años. El Canon de Turín asigna a ...bty un reinado de 27 años, dos meses y un día. 
Fue el primer faraón conocido que mandó hacer estatuas de sí mismo, cuando anteriormente, las esculturas eran realizadas en honor de las divinidades.

## Biografía
Casado con Nemaathapy, fue padre de Initkaes y Hetephernebty, y posiblemente suegro de Sanajt y Dyeser. 
Es considerado el reunificador de las Dos Tierras (Egipto) bajo su mando, dividida después del reinado de Peribsen. Acabó con las rebeliones de los nomos septentrionales y mediante su enlace con la princesa Nemaathapy, procedente del Bajo Egipto, consolidó su poder sobre todo el territorio. Se cree que al reunificar el país cambió su nombre Jasejem por el de Jasejemuy. Por la semejanza del nombre, muchos estudiosos ven en Jasejemuy una titulatura diferente adoptada después de la reconciliación nacional, que estuvo en precario por la rebelión del sur.
Jasejemuy trasladó la capital a Hieracómpolis, en la zona sur del país, y fue la primera y última vez que Egipto era gobernado desde esa ciudad. Reafirmó el sentimiento nacionalista y restableció el culto a Horus, junto con el de Seth que fue propagado por Sejemib durante la época de crisis. Fue sepultado en la necrópolis real de Umm el-Qaab, en Abidos; en la tumba de Jasejemuy se encontraron muchos sellos con el nombre de Necherjet, que fue el responsable de los ritos funerarios (pudo haber sido su hijo o su yerno). Con Jasejemuy concluye la segunda dinastía, y con esta, el periodo arcaico de Egipto, o periodo Tinita.

### Testimonios de su época

#### Construcciones

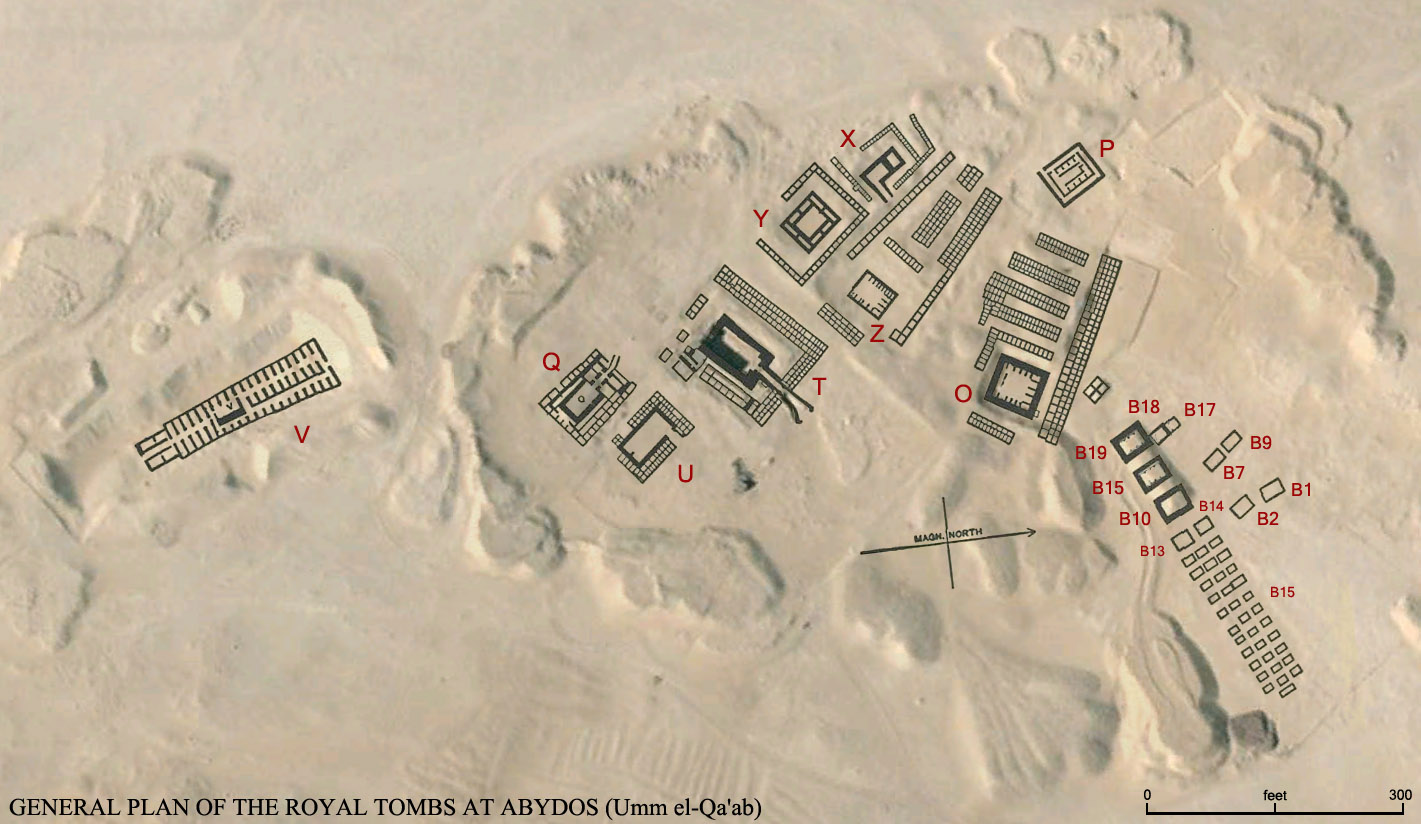
Necrópolis de Umm el-Qaab

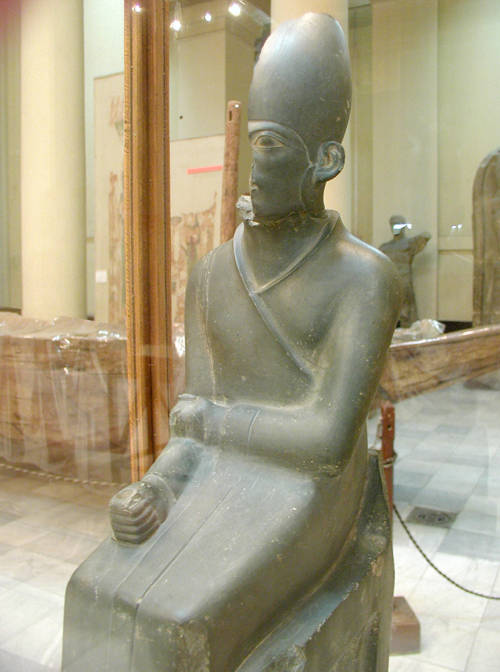
Estatua de Jasejemuy en esquisto verde. Museo Egipcio de El Cairo.

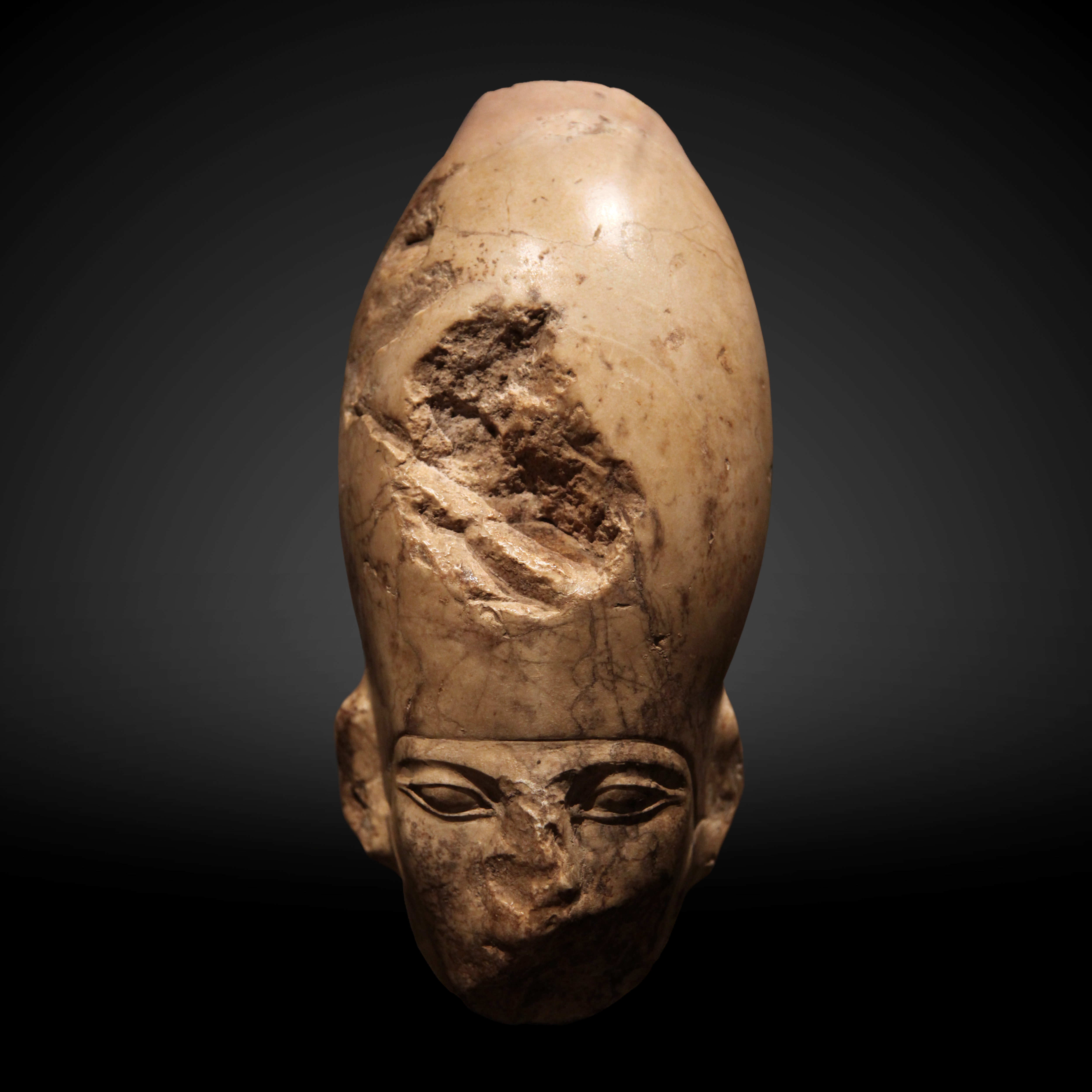
Cabeza de Jasejemuy en piedra caliza. Museo de Bellas Artes (Boston).

En tiempos de Jasejemuy se construyó el imponente recinto de Nejen (Hieracómpolis): el complejo de Jasejemuy es una descomunal estructura conocida como Shunet el Zebib "el almacén de las pasas", situada en el desierto, a dos kilómetros de su tumba; es una enorme estructura rectangular de 123 por 64 metros, con muros de adobe de cinco metros de espesor y veinte metros de altura, decorado en forma de fachada de palacio; aun permanecen en pie grandes paños de muro con unos 5000 años de antigüedad. Dentro de este recinto fue descubierta una construcción escalonada que pudo haber sido precursora de la pirámide de Dyeser. Se considera como una importante etapa evolutiva de los complejos funerarios del antiguo Egipto.
Se erigió un gran recinto rectangular, en el oeste Saqqara, llamado Gisr el-Mudir, que fue excavado en el decenio de 1990; posee un muro de piedra esculpida con una altura de 4,5 metros en algunos lugares; la anchura de la base de los muros, de unos 15 m, sugiere que sería mucho mayor cuando se terminase. Todo el recinto mide alrededor de 600 por 340 metros con una entrada en el lado sur. El relleno de piedra del interior del muro se fecha en la primera y segunda dinastías.
El lugar de su sepultura es la tumba V en la necrópolis de Umm el-Qaab, en Abidos. La tumba es mucho más grande que la de sus predecesores y la cámara funeraria está construida en piedra, la primera de este tipo.

#### Estatuas
Entre los restos de los edificios de Hieracómpolis fueron encontradas por J. E. Quibell, en 1898, dos estatuas sedentes del rey, con inscripciones que registran su éxito sobre el Bajo Egipto. Son las primeras estatuas esculpidas en piedra que representan la figura de un faraón; una de ellas se encuentra en el Museo Egipcio de El Cairo, de 56 centímetros de altura, tallada en esquisto (JE 32161); la otra estatua está en el Ashmolean Museum de Oxford (AM 620.11).

#### Inscripciones
La evidencia más antigua de inscripciones de un rey egipcio en la ciudad libanesa de Biblos pertenecieron a la época de Jasejemuy.

## Titulatura
| Titulatura | Jeroglífico | Transliteración (transcripción) - traducción - (referencias) |

| G5 |

| G5 |

| N28 | S42 |

| N28 | S42 |

| N28 | S42 |

| N28 | S42 |

| G5 |

| G5 |

| N28 | S42 |

| N28 | S42 |

| N28 | S42 |

| N28 | S42 |

### Titulatura  (Segunda Época): Jasejemuy
| G5 |

| G5 |

| N28 | S42 | S42 |

| N28 | S42 | S42 |

| N28 | S42 | S42 |

| N28 | S42 | S42 |

| G5 |

| G5 |

| N28 | S42 | S42 |

| N28 | S42 | S42 |

| N28 | S42 | S42 |

| N28 | S42 | S42 |

| G16 |

| G16 |

| N28 | S42 | S42 | nbw · F32 | s · n |

| N28 | S42 | S42 | nbw · F32 | s · n |

| G16 |

| G16 |

| N28 | S42 | S42 | nbw · F32 | s · n |

| N28 | S42 | S42 | nbw · F32 | s · n |

| U28 | U28 | D1 | i | i |

| U28 | U28 | D1 | i | i |

| U28 | U28 | D1 | i | i |

| U28 | U28 | D1 | i | i |

| U28 | U28 | D1 | i | i |

| U28 | U28 | D1 | i | i |

| U28 | U28 | D1 | i | i |

| U28 | U28 | D1 | i | i |

| U28 | U28 | D1 | i | i |

| U28 | U28 | D1 | i | i |

| U28 | U28 | D1 | i | i |

| U28 | U28 | D1 | i | i |

| U28 | U28 | D1 | i | i |

| U28 | U28 | D1 | i | i |

| U28 | U28 | D1 | i | i |

| U28 | U28 | D1 | i | i |

### Otras variantes de sus títulos
| G5 | E20 |

| G5 | E20 |

| N28 | S42 | S42 | G7 | G7 | R4 · Z11 | I9 |

| N28 | S42 | S42 | G7 | G7 | R4 · Z11 | I9 |

| N28 | S42 | S42 | G7 | G7 | R4 · Z11 | I9 |

| N28 | S42 | S42 | G7 | G7 | R4 · Z11 | I9 |

| G5 | E20 |

| G5 | E20 |

| N28 | S42 | S42 | G7 | G7 | R4 · Z11 | I9 |

| N28 | S42 | S42 | G7 | G7 | R4 · Z11 | I9 |

| N28 | S42 | S42 | G7 | G7 | R4 · Z11 | I9 |

| N28 | S42 | S42 | G7 | G7 | R4 · Z11 | I9 |

| G16 |

| G16 |

| N28 | S42 | S42 | G7 | G7 | R4 · Z11 | I9 |

| N28 | S42 | S42 | G7 | G7 | R4 · Z11 | I9 |

| G16 |

| G16 |

| N28 | S42 | S42 | G7 | G7 | R4 · Z11 | I9 |

| N28 | S42 | S42 | G7 | G7 | R4 · Z11 | I9 |

| b | b | N21 | i | i |

| b | b | N21 | i | i |

| b | b | N21 | i | i |

| b | b | N21 | i | i |

| b | b | N21 | i | i |

| b | b | N21 | i | i |

| b | b | N21 | i | i |

| b | b | N21 | i | i |

| b | b | N21 | i | i |

| b | b | N21 | i | i |

| b | b | N21 | i | i |

| b | b | N21 | i | i |

| b | b | N21 | i | i |

| b | b | N21 | i | i |

| b | b | N21 | i | i |

| b | b | N21 | i | i |

| M23 | HASH |

| M23 | HASH |

| Ca1 | HASH | b | t | Z4 | Ca2 |

| Ca1 | HASH | b | t | Z4 | Ca2 |

## Otras hipótesis
- Algunos eruditos opinan que Jasejem y Jasejemuy eran dos reyes diferentes.